# Candido Portinari
Candido Portinari (29. prosince 1903 Brodowski, São Paulo – 6. února 1962 Rio de Janeiro) byl brazilský malíř, představitel neorealismu. Namaloval více než pět tisíc pláten, k nejznámějším patří obraz Guerra e Paz, který byl věnován v roce 1956 sídlu Organizace spojených národů.

## Život
Narodil se italským přistěhovalcům. Vyrůstal na kávové plantáži. Již jako mladý se živil překreslováním fotografií. Poté studoval na Národní škole výtvarných umění (Escola Nacional de Belas Artes) v Rio de Janeiro. V roce 1928 získal jako studijní odměnu výlet do Paříže. Po Evropě cestoval až do roku 1933. Po návratu začal malovat, náměty byly přírodní krásy Brazílie i drsný život nejchudších lidí. Dal si za cíl dostat do svých obrazů skutečného „brazilského ducha“. Vzestup fašismu v Evropě a druhá světová válka ho přiměly k zapojení do politiky. V roce 1945 vstoupil do brazilské komunistické strany, v roce 1947 byl za ni zvolen senátorem. Kvůli pronásledování komunistů během vlády Eurica Gaspara Dutry musel uprchnout do Uruguaye. V roce 1951 v Brazílii prvně vystavoval, o rok později, po vyhlášení všeobecné amnestie, se do vlasti vrátil. V roce 1956, poté, co Organizace spojených národů požádala členské země o darování jednoho uměleckého díla pro nové ústředí v New Yorku, Brazílie pověřila úkolem Portinariho. Na obraze Guerra e Paz pracoval čtyři roky. Generální tajemník OSN Dag Hammarskjöld označil jeho práci za „nejdůležitější dílo ze všech darovaných“. Přestože ho lékaři varovali, že olovnaté barvy mu ničí zdraví, nezřekl se jich a v roce 1962 skutečně zemřel na otravu olovem.